# Misterio en Saint-Tropez
Misterio en Saint-Tropez (título original: Mystère à Saint-Tropez) es una película franco-belga de comedia policial, crimen y misterio de 2021, dirigida por Nicolas Benamou, escrita por Christian Clavier, Jean-François Halin y Jean-Marie Poiré, musicalizada por Maxime Desprez y Michaël Tordjman, en la fotografía estuvo Philippe Guilbert, los protagonistas son Christian Clavier, Benoît Poelvoorde y Thierry Lhermitte, entre otros. El filme fue realizado por Curiosa Films, Ouille Productions y StudioCanal; se estrenó el 14 de julio de 2021.

## Sinopsis
El multimillonario Claude Tranchant y su mujer invitan a figuras del espectáculo a su mansión. Tranchant cree que alguien lo quiere matar, entonces solicita la ayuda de su amigo Chirac.